# Волков Олександр Іванович (прозаїк)
Волков Олександр Іванович (чув. Волков Александр Иванович, 10 жовтня 1946, с. Великі Атмені (нині — Аліковський район) — 16 грудня 1991, Чебоксари) — чуваський прозаїк, член Союзу письменників СРСР (1989).

## З життєпису
У 1970 році закінчив історико-філологічний факультет Чуваського державного університету. Працював в редакції журналу «Тăван Атăл», (1976–78, 1990), редактором Чуваського книжкового видавництва (1979—1984), редактором Чуваського радіо, телебачення (1987–90, 1991). Автор книг «Пирĕн ялсем» (Сільські розповіді, 1984), «Ахрăм» (Ехо, 1989) та ін.

## Твори
- «Ентешсем» (1984);
- «Пĕчĕк ялăн пысăк çылăхĕ» (1987);
- «Ахрăм» (1989).